# Virgilio
Virgilio är en tidigare kommun vars huvudort var Cerese i kommunen Borgo Virgilio i provinsen Mantua i regionen Lombardiet i Italien. 
Virgilio upphörde som kommun den 4 februari 2014 och bildade med den tidigare kommunen Borgoforte den nya kommunen Borgo Virgilio. Den tidigare kommunen hade 10 935 invånare (2013).
Det är födelseplatsen för den romerske poeten Vergilius.